# 仮称H式艦上戦闘機
ハインケル HD-23 仮称H式艦上戦闘機
- 用途：艦上戦闘機
- 製造者：ハインケル
- 運用者：大日本帝国海軍
- 生産数：2機
- 運用状況：不採用・退役

仮称H式艦上戦闘機（かしょうHしきかんじょうせんとうき）は、愛知時計電機航空機部（のちの愛知航空機）に委託されたドイツのハインケル社が、大日本帝国海軍向けに試作した艦上戦闘機。機体名称の「H」はハインケル（Heinkel）の頭文字。ハインケル社における社内名称は「HD-23」。

## 概要
1926年（大正15年）4月、海軍は三菱航空機、中島飛行機、愛知の三社に対して一〇式艦上戦闘機を代替する新型艦上戦闘機の競争試作を発令した。これを受けて愛知は技術提携を行っていたハインケル社に開発を委託し、ドイツで製造された試作機2機を1927年（昭和2年）夏に輸入した。その後、愛知および海軍によって飛行試験が行われたが、海軍の要求によって実装された不時着水時の浮揚力付与を目的とした各種構造のせいで機体が過重およびノーズヘビーとなり、操縦性・空戦性能・着陸安定性が不足していることが判明した。
これを受けて、愛知の三木鉄夫技師によって機体の各所に改造を加えられたが、性能は改善せず三菱の鷹型試作艦上戦闘機とともに不採用となった。なお、最終的には浮揚力付与を簡易的なものにとどめ、機体の軽量化を計った中島のG式艦上戦闘機が三式艦上戦闘機として制式採用されている。
機体は木製骨組に羽布および合板張りの複葉機で、浮揚力付与のためにV字型の滑水胴体の採用や胴体および下翼前縁の水密化、スポイラーや投下可能な固定脚、プロペラ水平位置停止装置の装備などを行っていたため、重量過多のほかに構造の複雑化などの問題が生じていた。2機の試作機はそれぞれ別のエンジンを装備しており、うち1機はBMW-6a（最大700 hp）を、もう1機は三菱製のイスパノ・スイザ450馬力エンジンを装備していた。

## 諸元（イスパノ・スイザ装備機）
- 全長：7.64 m
- 全幅：10.80 m
- 全高：3.40 m
- 主翼面積：35.32 m2
- 自重：1,275 kg
- 全備重量：1,830 kg
- エンジン：三菱 イスパノ・スイザ 水冷V型12気筒（最大560 hp） × 1
- 最大速度：250 km/h
- 巡航速度：167 km/h
- 実用上昇限度：6,250 m
- 航続距離：1,233 km
- 武装：
7.7mm固定機銃 × 2
30kg爆弾 × 2
- 乗員：1名